# Цакири, Анастасия
Анастасия Цакири (греч. Αναστασία Τσακίρη; род. 2 февраля 1979, Болонья) — греческая тяжелоатлетка, выступавшая в весовой категории до 63 кг. Двукратный серебряный призёр чемпионатов мира, участница Олимпийских игр.

## Биография
Анастасия Цакири родилась 2 февраля 1979 года.

## Карьера
На чемпионате мира среди юниоров 1998 года Анастасия Цакири заняла четвёртое место в весовой категории до 63 килограммов с результатом 175 кг. В следующем году она участвовала на университетском Кубке мира в категории до 69 кг и тоже стала четвёртой, подняв 172,5 кг в сумме. На чемпионате мира среди юниоров 1999 года она стала одиннадцатой с результатом 162,5 кг.
На университетском Кубке мира 2000 года стала четвёртой в весовой категории до 63 кг с результатом 175 кг. В следующем году она участвовала на этом турнире в категории до 69 кг и с результатом 190 кг завоевала серебро.
На чемпионате мира 2001 года Цакири вновь вернулась в категорию до 63 килограммов и установила личный рекорд — 102,5 кг в рывке, 125 кг в толчке с 227,5 кг в сумме. Это позволило ей стать серебряным призёром.
На университетском Кубке мира 2002 года Цакири выступала в категории до 63 кг, но не сумела завершить соревнования. Она подняла 95 кг в рывке, но в толчке осталась без успешных попыток. На чемпионате мира 2002 года в Варшаве Цакири улучшила личный рекорд, подняв 240 кг в сумме (105 + 136). Благодаря этому результату она второй раз в карьере стала серебряным призёром, причём результат в толчке стал новым мировым рекордом и Цакири выиграла малое золото в этом упражнении.
Цакири участвовала на домашних Олимпийских играх в Афинах, но уже в первом упражнении — рывке — столкнулась с трудностями и лишь в третьей попытке подняла 97,5 кг. Однако во втором упражнении она не сумела поднять вес и завершила соревнования без результата.